# Xosé Luís Franco Grande
Xosé Luís Franco Grande   (Tebra, 17 de febrer de 1936 - Vigo, 31 de març de 2020) fou un escriptor i advocat gallec.
Fou guardonat diverses vegades a les Festas Minervais i va obtenir el premi Eduardo Pondal amb el seu poemari Brétemas de vieiro. També ha escrit peces teatrals, un diccionari català-gallec i ha traduït del francès al gallec Antígona de Jean Anouilh i Non haberá guerra de Troia de Jean Girardoux.

## Obra
- Vieiro choído, 1957 (teatre)
- Entre o si e o non, 1967 (poemari).
- Diccionario galego-castelán, 1968
- Vocabulario galego-castelán, 1972
- Os anos escuros I. A resistencia cultural da xeración da noite (1954-1960), 1985 (assaig)
- O tempo á espreita, 1987 (poemari)
- A ilusión da esperanza. De Cabanillas a Baixeras, 1991
- Francisco F. Del Riego, 2001 (biografia)
- Os anos escuros: A resistencia cultural dunha xeración, 2004